# Czosnowo (przystanek kolejowy)
Czosnowo – nieistniejący już przystanek kolejowy w Czosnowie w Polsce, w województwie pomorskim, w powiecie człuchowskim, w gminie Przechlewo.